# Я люблю тебе
«Я люблю тебе» («I Love You») — французько-італійська кінодрама 1986 року, знята режисером Марко Феррері.

## Сюжет
Головний герой фільму — молодий хлопець, на ім'я Мішель (Крістофер Ламберт). Він живе на околиці великого індустріального міста. Характерною рисою Мішеля можна назвати те, що він не робить особливої різниці між дорослими й дітьми, людьми та тваринами, живими істотами та неживими предметами.
Безробітний сусід Івс, який постійно штовхається у квартирі Мішеля, не викликає в нього жодного роздратування, він радше не помічає його. Мішель абсолютно без жодних емоцій розлучається зі своєю колишньою подружкою; молода дівчина, яка переслідує його по п'ятах і зізнається йому в коханні, теж не викликає в нього жодних почуттів. Мішель не заперечує секс, але йому невідоме почуття любові до людей, які його оточують. Зате він любить свої речі, наприклад, свій мотоцикл. Аномальний прояв споживчих настроїв режисер висловлює через показ рекламних роликів, що ллються потоком з екрана телевізора. Мішель — типовий продукт системи споживання, і це зіграло з ним злий жарт.
Одного разу, посміявшись над парочкою закоханих і прогнавши їх, він знаходить на місці стоянки машини брелок. Брелок — проста іграшка у вигляді мініатюрної жіночої голівки, що відповідає на свист жіночим голосом: «Я люблю тебе». Вона абсолютно зачарувала молодого чоловіка. У Мішеля починається «роман» із брелоком, який змушує пройти його через усі романтичні переживання, притаманні закоханому: бездушний Мішель починає ревнувати свою «кохану», коли вона відповідає на свист інших чоловіків. У пориві ревнощів він на своєму мотоциклі навмисно в'їжджає в стіну, після чого і через вибитий зуб втрачає здатність свистіти. Неможливість почути чарівну фразу «Ай Лав Ю» доводить його до нестями, хлопець звертається по сторонню допомогу, але молода путана не може вимовити заповітну фразу так, як хотілося б Мішелю.
Марко Феррері в цьому фільмі використовує паралельні асоціації з іншим своїм фільмом «Діллінджер мертвий». На екрані телевізора миготять кадри з цього фільму, які провокують Мішеля на вчинення такого притаманного всім ревнивцям вчинку, як «вбивство» своєї коханої — брелока. Разом із сусідом Івсом вони здійснюють ритуальне дійство, розбиваючи іграшку молотком.
Здавалося, має настати довгоочікуване звільнення. Але Мішель по телевізору бачить зображення казкового вітрильника з прекрасною дівчиною на борту, сирени знову кличуть його і змушують увійти в море в гонитві за своєю новою мрією. Прекрасний міраж повільно зникає серед хвиль під мелодію «La Paloma», і це бачення стає останнім у житті Мішеля…

## У ролях
- Крістофер Ламберт — Мішель
- Едді Мітчелл — Ів
- Аньєс Сораль — Елен
- Анемон — Барбара
- Флора Барілларо — Марія
- Марк Берман — П'єр
- Патріс Бертран — клієнт
- Пола Дехеллі — мати П'єра
- Жан Рено — дантист
- Мауріціо Донадоні — Жорж
- Фабріс Дюмер — Марсель
- Кароль Фредерікс — Анжела
- Лоранс Ле Геллан — Ніколь
- Олінка Гардіман — вчителька
- Лаура Маньскі — Камелія/Ізабелла
- Жанна Марін — повія

## Знімальна група
- Режисер — Марко Феррері
- Продюсер — Моріс Бернар
- Сценарій — Марко Феррері, Енріко Ольдоїні, Дідьє Камінка
- Оператор — Вільям Любчанскі
- Композитор — Доріс Фішер
- Художник — Жан-П'єр Кою-Свелко